# Talea Prepens
Talea Prepens (28 de diciembre de 2001) es una deportista de Alemania que compite en atletismo. Ganó una medalla de oro en el Campeonato Europeo de Atletismo Sub-23 de 2021, en la prueba de 4 × 100 m.